# 프랭크 존슨 굿나우
프랭크 존슨 굿나우(Frank Johnson Goodnow, 1859년 1월 18일 – 1939년 11월 15일)는 미국의 교육자이자 법학자이다. 그는 미국정치학회의 초대 회장이었다. 그는 미국 예술 과학 아카데미와 미국철학학회의 선출된 회원이다.

## 개인 생활
그는 1886년 엘리자베스 라이얼(Elizabeth Lyall, 1861년–1942년)과 결혼하여 세 명의 자녀를 두었다: 이사벨 C. (이사벨 C. 길렛 부인), 데이비드 F., 로이스 R. (로이스 R. 맥머리 부인).

## 어린 시절과 교육
그는 뉴욕주 브루클린에서 태어났다.
사립학교를 졸업한 후, 그는 1879년 애머스트 칼리지 (문학사)를 졸업하고 1882년 컬럼비아 법학대학원 (법학사)을 졸업했다. 컬럼비아에서 그는 변호사 시험 응시에 필수적인 과목 외에도 새로 조직된 정치학부에서 제공되는 공법 및 법학 과정을 수강했다. 1882년 말, 그는 1년간 해외 유학을 준비하는 조건으로 정치학부에서 자리를 제안받았다. 그는 파리의 자유 정치 과학 학교(Ecole Libre des Sciences Politiques)와 베를린 대학교에서 공부했다.

## 경력

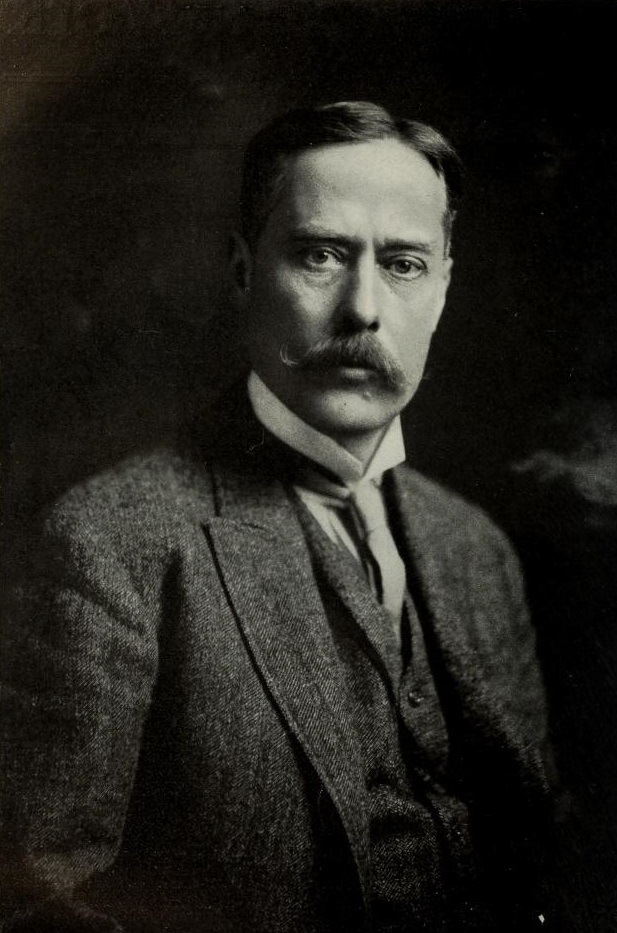
프랭크 존슨 굿나우

굿나우는 1884년 10월 컬럼비아에서 가르치기 시작했으며, 미국 행정법뿐만 아니라 역사도 일부 가르쳤다.
1887년 부교수가 된 굿나우는 1891년 행정법 교수가 되었고, 1903년에는 이튼 행정법 및 지방 과학 교수가 되었다. 그는 1903년 미국정치학회의 초대 회장이 되었다. 시어도어 루스벨트 주지사는 그를 뉴욕 대도시를 위한 새로운 헌장을 초안하는 위원회의 위원으로 임명했으며, 태프트 대통령은 그를 자신의 경제 및 효율성 위원회 위원으로 선택했다.
1914년 그는 존스 홉킨스 대학교의 세 번째 총장이 되었다. 홉킨스에서 그는 학부 첫 2년을 없앰으로써 학사 학위를 없애려는 시도로 가장 잘 기억된다. 굿나우 계획 또는 신 계획(New Plan)이라고 불렸으며, 학생들은 다른 대학에서 2년간 공부한 후 홉킨스에 입학하여 학사 학위를 건너뛰고 고급 학위를 취득할 예정이었다. (이는 시니어 칼리지의 역할과 유사하다.) 짧은 기간 동안 시행되었지만, 이 계획은 충분한 학생들이 대학 교육 중간에 홉킨스로 전학 오도록 설득하기 어려웠기 때문에 실패했다. 이 계획은 1950년대 초 데틀레프 W. 브롱크 총장 하에 실질적으로 동일한 형태로 다시 시도되었으나, 같은 실패를 겪었다. 훌륭한 재정 관리자로 알려진 굿나우는 15년간의 총장 재임 기간 동안 대학 수입을 크게 늘렸다.
굿나우는 1929년 존스 홉킨스 대학교 총장직에서 사임했으며 조지프 스위트먼 에임스가 후임으로 임명되었지만, 그 이후에도 자주 자신의 전공 과목으로 대학원 강의를 했다. 그는 한동안 메릴랜드 대학교의 이사였고 볼티모어 학교 위원회 위원이었다.

## 굿나우와 행정
굿나우는 정부 전문가뿐만 아니라 행정 및 행정법 분야에서 중요한 초기 학자로 여겨진다. 굿나우는 행정에 있어 법의 중요성을 주장했다. (다른 행정 이론가들은 공무원들이 비법적인 가치에 따라야 한다고 주장했다.)
그의 첫 번째 저서인 "비교 행정법: 미국, 영국, 프랑스, 독일의 국가 및 지방 행정 시스템 분석"(1893)은 새로 떠오르는 정치학 분야에 두 가지 중요한 기여를 했다. 이는 행정에 대한 최초의 체계적인 연구 중 하나였으며, 미국에서 비교 연구 방법을 사용한 선구적인 작업이었다. 그의 가장 영향력 있는 저서 "정치와 행정: 정부 연구"는 1900년에 출판되었고 오랜 논란을 불러일으켰다. 굿나우는 또한 잘 알려지고 영향력 있는 진보주의자로, 1916년 에세이 "미국의 자유 개념"에서 미국의 건국 원칙에 대한 비판적 시각을 제시했다. 우드로 윌슨의 이전 연구에 영향을 받은 굿나우는 정부의 두 가지 별개의 기능, 즉 "정부 정책을 이끌거나 영향을 미치는" 영역으로서의 정치와 "정책 실행과 관련된" 영역으로서의 행정 사이에 이분법을 만들었다. 이 구분은 드와이트 왈도에 의해 그의 "행정 연구"(1955)에서 심하게 비판받았지만, 굿나우가 이 구분을 분석적 목적에 유용한 "유형학적" 것으로 의도했다고 주장하는 학자들에 의해 나중에 복권되었다.

## 굿나우, 제국주의, 그리고 인종 이론
굿나우는 1898년 미국-스페인 전쟁 이후 미국 제국의 발전을 지지했다. 1900년 그는 컬럼비아 대학교에서 "새로운 영토에서 국가에 봉사하려는 사람들을" 교육하여 "미국이 차지한 새로운 지위로 인해 발생한 요구를 충족시키기 위해" "식민지 행정의 역사와 원리" 과정을 가르치기 시작했다. 굿나우의 이 과정은 1911년까지 컬럼비아 대학교에서 제공되었다. 굿나우는 식민지 행정 원리에 대한 교과서를 출판할 의도가 있었을 수 있다. 거의 500쪽에 달하는 작업 원고가 그의 문서들 사이에 보존되어 있다. 또한 종속국 통치 및 "인종 관계"에 대한 짧은 원고들도 있다. 굿나우는 종속국을 여행했고, 식민지 관리들과 서신을 주고받았으며, 미국 및 유럽 학자들이 쓴 식민지 행정에 관한 책들을 검토했다.
컬럼비아 대학교의 굿나우 과정과 함께 제공된 원고는 종속국 내 "행정 시스템" 설계를 위한 원칙에 초점을 맞추고 있었다. 굿나우는 백인 정착에 적합한 온대 기후의 "점령 식민지"와 주로 무역 또는 원자재 추출을 위해 설립된 "생산 식민지"를 구분했다. 정착 식민지에서는 "원주민을 어떻게 다룰 것인가 하는 질문은 이미 해결되었으므로... 원주민이 파괴될 것이라는 사실을 인정함으로써" "원주민을 어떻게 다룰 것인가 하는 질문을 결정할 필요가 없다"고 굿나우는 말했다. 필리핀과 같은 생산 식민지에서는 "원주민"을 다루는 것이 더 복잡했다. 원주민은 자치 준비가 되어 있지 않았으므로 민주적 원칙은 제쳐두어야 했다. 굿나우는 필리핀인들을 "오랫동안 섬 정부에 큰 참여를 거부당해야 할 종속 민족"으로 다루는 것 외에는 "무의미하다"고 말했다.
굿나우는 인류가 색깔과 문명 수준에 따라 나뉘며, 인종 간의 경쟁이 있다고 믿었다. 그는 백인이 주로 과학과 기술의 숙달을 통해 문명의 최고 단계에 도달했다고 말했다. 인도, 중국, 일본의 갈색 및 황색 민족은 덜 진보했지만 여전히 어느 정도의 문명을 가지고 있었고, 남아메리카에서는 인종 간의 혼혈로 "스페인인이 발견했을 때의 인디언 민족보다 훨씬 우월한 새로운 민족"이 탄생했다. 그러나 세계의 다른 지역에서는 유색 인종이 때때로 "야만의 심연"에 살고 있었다. 1921년 논문에서 굿나우는 "유색 인종의 증가"에 대해 우려했다. 백인은 이미 수적으로 열세였고, 다른 인종은 더 빠르게 번식했으며, 식민지화 자체가 유색 인종이 백인 지배에 도전할 수 있는 능력을 향상시키고 있었다.
굿나우는 식민지화가 백인 국가의 경제적 이익에 기여한다는 점을 인정했다. 그러나 그는 러디어드 키플링의 말을 인용하며 "백인의 짐"에 대해 썼다. 즉, "덜 운이 좋은 형제들"에게 "더 높고 더 나은 문명"을 가져다줄 "의무 또는 운명"이라는 것이다. 필리핀에서 굿나우는 "필리핀인을 마치 그가 수세기 동안의 경험과 성과를 가진 백인인 것처럼" 대하는 것은 잘못된 것이라고 말했다. 그는 제국주의 국가들이 문명을 전파하는 과정에서 "부모적이고 심지어 전제적인 정부 방식"을 적용하는 것이 정당화될 것이라고 말했다.
굿나우는 중국에서도 활동했다. 1912년 10월, 그는 카네기 국제평화재단의 추천을 받아 1913년 3월 그를 중국으로 데려간 중국 정부의 헌법 고문 임무를 수락했다. 1913년부터 1914년까지 그는 중국의 위안스카이 정부의 법률 고문으로 일했다. 위안은 찰스 엘리엇, 하버드 대학교의 전 총장의 추천으로 굿나우를 고용했고, 그에게 새로운 헌법 초안 작성을 맡겼다. 1913년부터 1915년 사이에 굿나우는 두 가지 버전의 헌법을 작성했다. 첫 번째는 사실상 위안을 종신 대통령으로 만들고, 예산과 외교 정책에 대한 광범위한 권한을 부여했다. 두 번째 버전은 1915년에 완성되었는데, 위안이 곧 사망하지 않았다면 그를 황제로 만들었을 것이다.
굿나우는 중국인들이 민주적 형태의 정부에 충분히 성숙하지 못했다는 주장을 펼쳐 유명해졌다. 이 입장은 나중에 위안이 1915-1916년에 자신을 중국 황제로 선포하려 할 때 이용되었다. 굿나우는 "중국인들의 마음속에 개인의 권리에 대한 생각이 거의 전무하다"며 "절대주의 정부"가 필수적이라고 주장했다. "서구의 조건에 기반한 정치 조직이 중국에서 유리하게 채택될 것이라고 기대하는 것은 무의미하다."

## 존스 홉킨스 대학교의 인종 분리
1925년 11월, W. E. B. 듀 보이스는 당시 존스 홉킨스 대학교 총장이었던 굿나우에게 대학에서 제공하는 연장 과정에서 흑인 학생들이 퇴출되었다는 보고의 확인을 요청하는 서한을 보냈다. 하루 뒤, 굿나우는 듀 보이스에게 답장을 보내 "[메릴랜드] 주의 교육 정책... [이는] 주내 모든 학교에서 모든 인종의 분리"를 시행할 의도가 있다고 밝혔다. 듀 보이스는 나흘 뒤 답장하여 굿나우에게 "지방주의와 인종 차별에 굴복하지 말라"고 촉구했다. 굿나우의 답변 기록은 없다.

## 현대의 수상
프랭크 J. 굿나우 우수 서비스상(Frank J. Goodnow Award for Distinguished Service)은 정치학 전문가로서의 발전과 미국정치학회 건설에 뛰어난 공헌을 한 개인을 인정하기 위해 1996년에 제정되었다.

## 저서
- 비교 행정법(Comparative administrative Law) (1893)
- 지방 문제(Municipal Problems) (1897)[25]
- 정치와 행정(Politics and Administration) (1900)
- 미국의 도시 정부(City Government in the United States) (1905)
- 미국의 행정법 원칙(Principles of the Administrative Laws of the United States) (1905)
- 사회 개혁과 헌법(Social Reform and the Constitution) (1911)
- 입헌 정부의 원칙(Principles of Constitutional Government) (1916)
- 미국의 자유 개념(The American Conception of Liberty) (1916)

그는 다음의 편집자였다.
- 조세법에 관한 선정 사례(Selected Cases on the Law of Taxation) (1905)
- 정부 및 행정에 관한 선정 사례(Selected Cases on Government and Administration) (1906)
- 사회 개혁과 헌법(Social Reforms and the Constitution) (1914)

## 더 읽어보기
- Pugach, Noel (1973). 《Embarrassed Monarchist: Frank J. Goodnow and Constitutional Development in China, 1913–1915》. 《The Pacific Historical Review》 42. 499–517쪽. doi:10.2307/3638135. JSTOR 3638135.
- The Baltimore Museum of Art. Annual 1 The Museum: Its First Half Century (Baltimore, Maryland: The Baltimore Museum of Art, 1966),46.
- Papers of Frank Johnson Goodnow